# Euphausiidae
De Euphausiidae zijn de omvangrijkste familie van de kreeftachtigen die tot het Krill gerekend worden. Krill is een van oorsprong Noors woord, een verzamelterm voor garnaalachtige ongewervelden die een belangrijk deel van het zoöplankton vormen. Deze familie bestaat uit tien verschillende geslachten (hoewel hierover geen consensus bestaat). De term krill wordt meestal toegekend aan de orde Euphausiacea, waarin naast deze bekende familie Euphausiidae nog een familie, de Bentheuphausiidae behoort.

## Leefwijze
Dit zijn kleine, in scholen levende, garnaalachtige schaaldieren, die hun voedsel uit het water filteren door middel van haartjes aan de borstpoten. Ze hebben een zacht, transparant lichaam, grote ogen en lichtgevende organen.

## Geslachten
- Euphausia Dana, 1852
- Meganyctiphanes Holt & W.M. Tattersall, 1905 (1 soort: Meganyctiphanes norvegica)
- Nematobrachion Calman, 1905
  - = Nematodactylus
- Nematoscelis G.O. Sars, 1883
- Nyctiphanes G.O. Sars, 1883
- Pseudeuphausia Hansen, 1910
- Stylocheiron G.O. Sars, 1883
- Tessarabrachion Hansen, 1911
- Thysanoessa Von Brandt, 1851
  - = Boreophausia
  - = Rhoda
- Thysanopoda Latreille, 1831
  - = Cyrtopia
  - = Parathysanopoda